# Austrocarabodes maculatus
Austrocarabodes maculatus är en kvalsterart som beskrevs av Hammer 1966. Austrocarabodes maculatus ingår i släktet Austrocarabodes och familjen Carabodidae. Inga underarter finns listade.